# Tiempo de lobos
Tiempo de lobos és una pel·lícula mexicana del 1981 dirigida per Alberto Isaac Ahumada. Fou l'única pel·lícula dirigida pe Isaac durant el mandat del president José López Portillo.

## Repartiment
En un poble agricultor de Mèxic Abraham exigeix al cacic local que el Partit compleixi les seves promeses. Alhora, els seus dos fills tornen de treballar com a bracers dels Estats Units i es dediquen a divertir-se i es neguen a ajudar-lo en les tasques del camp. En un rampell d'ira Abraham destrueix propaganda del PRI i fereix un dels guardaespatlles del candidat a president municipal, que és el cacic local. Com a represàlia, aquest inicia maniobres legals i li pren les terres. Això obliga Abraham a emigrar a la ciutat, on pateix l'atur i la deshumanització.
- Jaime Garza
- Ernesto Gómez Cruz
- Patricia Rivera
- Carmen Salinas
- Gonzalo Vega

## Producció
Amb l'arribada a la presidència de Mèxic de José López Portillo el 1976, es va constituir una comissió de seguiment televisiu, la RTC, presidida per Margarita López Portillo, germana del president, que va abordar una política conservadorista i va reduir els pressupostos assignats a les produccions cinematogràfiques. Directors com Alberto Isaac, Felipe Cazals, Jorge Fons o José Estrada van experimentar dificultats a partir d’aquest moment. Isaac va escriure ressenyes per a la revista Esto, que va provocar que tots els Isaacs de Mèxic estiguessin a la llista negra de la indústria cinematogràfica durant el mandat de Margarita López Portillo i es van avortar dos projectes cinematogràfics.
Durant aquest difícil mandat de sis anys, Isaac només va poder dirigir aquest llargmetratge.

## Premis
En la XXV edició dels Premis Ariel va rebre dos premis de set nominacions
| 1983 | Alberto Isaac Ahumada | Millor direcció            | Nominat   |
| 1983 | Tiempo de lobos       | Millor pel·lícula          | Nominat   |
| 1983 | Patricia Rivera       | Millor coactuació femenina | Guanyador |
| 1983 | Alberto Isaac Ahumada | millor argument original   | Nominat   |
| 1983 | Alberto Isaac Ahumada | millor guió adaptat        | Guanyador |
| 1983 | Lucero Isaac          | millor ambientació         | Nominat   |
| 1983 | Federico Landeros     | millor edició              | Nominat   |